# Răchitova
Răchitova é uma comuna romena localizada no distrito de Hunedoara, na região histórica da Transilvânia. A comuna possui uma área de 73.59 km² e sua população era de 1360 habitantes segundo o censo de 2007.